# Hátsó ablak (film, 1954)
A Hátsó ablak (Rear Window) 1954-ben bemutatott színes (technicolor) amerikai bűnügyi film Alfred Hitchcock rendezésében James Stewart és Grace Kelly főszereplésével.  A Cornell Woolrich novellája alapján készült film a rendező legmesteribb munkái közé tartozik, melyben megpróbálja leleplezni leskelődő énünket. Hitchcock  a filmhez egy zsúfolt New York-i bérház tökéletes másolatát építtette fel a mozgalmas udvarral együtt. Minden egyes ablak bepillantást enged egy lakás életébe. Az egyikben zeneszerző hajol a zongorára, egy másikban táncos gyakorol fáradhatatlanul, a harmadikban magányos nő él, a negyedikben egy ifjú szerelmes pár. Az ötödikben gyilkosság történik.

## Cselekmény
Egy veszélyes felvételeiről ismert sajtófotós törött bal lába miatt még egy hétig szobafogságban van. Éjjel és nappal azzal tölti unalmas óráit, hogy az udvarra nyíló ablakából figyeli szomszédait. Az egyik ilyen alkalommal figyel fel arra, hogy a szemben lakó szomszéd (Raymound Burr) gyanúsan viselkedik, folyamatosan ágyban fekvő felesége ugyanis eltűnt, és a férfi hajnalban többször is távozik a lakásból a bőröndjével együtt. A fotóst barátnője, Lisa és az ápolónő éles szemmel figyelik, és ápolják. Kis idő múltán már hármasban figyelik a férfit. Jeff felhívja nyomozó ismerősét, aki szkeptikusan áll az esethez, de ellenőrzi és igazolja, hogy a férfit látták elmenni a feleségével, az asszony táviratot küldött róla, hogy megérkezett, és a feladott hatalmas utazóláda ruhákat tartalmazott – ezek után nem foglalkozik tovább a dologgal, és Jeffnek is ezt tanácsolja. A nyomozás előrehaladtával egyre többet tudunk meg a gyanútlan szomszédokról is. Jeff közben figyelmen kívül hagyja Lisa szerelmi érzéseit, mert a lány gazdag és luxusvilágban él, ő pedig nomád körülmények között járja a világot, hogy egy jó felvételt készíthessen.
Egy alkalommal az egyik lakó kiskutyáját holtan találják. Az összes lakó az ablakához megy, hogy megnézze, mi történt, kivéve egy lakót, aki a sötét nappalijában ül és dohányzik.
Jeff névtelen levelet küld a férfinak, és hogy elcsalja otthonról, felhívja telefonon. Ezalatt Lisa és Stella, az ápolónő,  lemennek a kertbe, mert a kutya az egyik virágágyásnál kapargatott. Ott ásni kezdenek, de nem találnak semmit. Lisa hirtelen ötlettől vezérelve a tűzlépcsőn felmegy a férfi lakásáig, és bemászik az ablakon. Lisa semmit sem talál, közben hazaérkezik a férfi. Dulakodni kezdenek. Jeff gyorsan hívja a rendőrséget, akik kimentik a lányt. A lány a háta mögött tartott ujjával jelzi neki, hogy megtalálta a nő karikagyűrűjét, amely nélkül a nő nyilvánvalóan nem utazott volna el. Azonban a jelzést a férfi is észreveszi, és meglátja Jeffet. Lisát elviszik a rendőrök, a férfi pedig Jeff lakásába megy, és majdnem ki tudja tuszkolni az ablakon, de időközben megérkezik Jeff nyomozóbarátja,  és a férfit elfogják. Jeff leesik az emeletről, de valaki elkapja, így csak a másik lába törik el. Az utolsó jelenetben Lisa William O. Douglas: „Beyond the high Himalayas” című könyvét olvassa.

## Szereplők
| Szereplő                      | Színész         | Magyar hang    |
| ----------------------------- | --------------- | -------------- |
| L. B. "Jeff" Jefferies        | James Stewart   | Szersén Gyula  |
| Lisa Carol Fremont            | Grace Kelly     | Kovács Nóra    |
| Thomas J. Doyle rendőrhadnagy | Wendell Corey   | Perlaki István |
| Stella, masszőr               | Thelma Ritter   | Tábori Nóra    |
| Lars Thorwald                 | Raymond Burr    | Huszár László  |
| Ifjú feleség                  | Havis Davenport | Málnai Zsuzsa  |

## Érdekesség
A film közel 30 évig nem volt látható, mert Alfred Hitchcock visszavásárolta a jogokat (több más filmmel együtt), és azokat a lányára hagyta örökségül. 1983-ban, amikor a Universal visszakapta a jogokat, a negatív kópiák igen rossz állapotban voltak, kisárgultak, kifakultak és megsérültek. A film restaurálását 1997-ben kezdte meg az Universalnál Robert A. Harris. A restaurált változatot először 2000-ben adták ki.